# جيان هوارد
جيان هوارد (بالإنجليزية: Jean Howard)‏ (و. 1910 – 2000 م) هي ممثلة، ومصورة، وراقصة، وممثلة مسرحية، وممثلة أفلام أمريكية، توفيت عن عمر يناهز 90 عاماً، بسبب مرض.

## وصلات خارجية
- جيان هوارد على موقع IMDb (الإنجليزية)
- جيان هوارد على موقع قاعدة بيانات برودواي على الإنترنت (الإنجليزية)
- جيان هوارد على موقع قاعدة بيانات الفيلم (الإنجليزية)

- جيان هوارد في قاعدة بيانات الأفلام على الإنترنت